# Međurić
Međurić (régi magyar neve Vasmegyericse) falu Horvátországban, Sziszek-Monoszló megyében. Közigazgatásilag Kutenyához tartozik.

## Fekvése
Sziszek városától légvonalban 44, közúton 57 km-re, községközpontjától 15 km-re keletre, Novszkától 20 km-re északnyugatra az Ilova és a Pakra folyók között fekszik.

## Története
Međurić területe már a középkorban lakott volt. Itt állt Vasmegyericse mezővárosa, melyet a határában található gazdag régészeti lelőhelyek is igazolnak. A Bijela-pataknak a Pakra folyóba való torkolásánál levő magaslaton található a Podbrdalje régészeti lelőhely, ahol számos középkori eredetű cseréptöredék került elő. A Bijela-patak feletti Ribnjačke Njive és Ribnjački Lug lelőhelyeken szintén nagy mennyiségű középkori cseréptöredéket találtak. Mindhárom lelőhelyet a Zágráb - Lipnik vasútvonal szeli ketté. Területén állott egykor Megyericse vára, melyet valószínűleg a Megyericseiek építtettek. 1403-ban Zsigmond elkobozta és másoknak adta. 1448-tól a Marótiaké. 1497-ben a Drágffyakkal eszközölt csere révén lett a Kanizsai család örökjogú birtokává. A mezőváros és a vár a 16. században a török hódítás következtében pusztult el.
A mai település karlócai békét követően a horvát lakosság betelepítésével keletkezett. A falu 1773-ban az első katonai felmérés térképén „Dorf Medjurich” néven szerepel. A településnek 1857-ben 369, 1910-ben 932 lakosa volt. Pozsega vármegye Novszkai járásához tartozott. Ebben az időszakban a könnyebb megélhetés reményében a Monarchia csehországi és felvidéki területeiről nagy számú cseh és szlovák lakosság telepedett le itt, akik idővel többségbe kerültek. 1918-ban az új szerb-horvát-szlovén állam, majd később Jugoszlávia része lett. A II. világháború idején a Független Horvát Állam része volt. A háború után a béke időszaka köszöntött a településre, enyhült a szegénység és sok ember talált munkát a közeli városokban. 1991-ben lakosságának 43%-a cseh, 43%-a horvát, 11%-a szlovák volt. 1991. június 25-én a független Horvátország része lett. A településnek 2011-ben 485 lakosa volt.

## Népesség
| Lakosság változása | Lakosság változása | Lakosság változása | Lakosság változása | Lakosság változása | Lakosság változása | Lakosság változása | Lakosság változása | Lakosság változása | Lakosság változása | Lakosság változása | Lakosság változása | Lakosság változása | Lakosság változása | Lakosság változása | Lakosság változása |
| ------------------ | ------------------ | ------------------ | ------------------ | ------------------ | ------------------ | ------------------ | ------------------ | ------------------ | ------------------ | ------------------ | ------------------ | ------------------ | ------------------ | ------------------ | ------------------ |
| 1857               | 1869               | 1880               | 1890               | 1900               | 1910               | 1921               | 1931               | 1948               | 1953               | 1961               | 1971               | 1981               | 1991               | 2001               | 2011               |
| 369                | 369                | 588                | 736                | 809                | 932                | 894                | 819                | 773                | 801                | 779                | 663                | 612                | 570                | 542                | 485                |

## Nevezetességei
Megyericse középkori vára Banova Jaruga mellett északkeletre a mai Međurić területén állt. Branko Nadilo szerint némi nyomai még maradtak.